# Z la formica
Z la formica (Antz) è un film d'animazione del 1998 diretto da Eric Darnell e Tim Johnson. È il primo film della DreamWorks Animation, e il secondo film in CGI distribuito negli Stati Uniti.
Il film uscì come risultato di una controversa rivalità tra DreamWorks e Pixar, che accusò i primi di aver rubato l'idea per A Bug's Life - Megaminimondo, un lungometraggio che prevedeva come protagonista sempre una formica.
Il film è stato presentato in anteprima il 19 settembre 1998 al Toronto International Film Festival ed è stato distribuito nelle sale negli Stati Uniti il 2 ottobre 1998. Ha incassato $171,8 milioni in tutto il mondo contro un budget di $42 milioni. Il film ha ricevuto recensioni positive, con i critici che hanno elogiato il cast vocale, l'animazione, l'umorismo e il suo fascino nei confronti degli adulti.

## Trama
Z è una formica operaia, nevrotica e insoddisfatta, che vive in un formicaio di Central Park a New York e collabora alla costruzione di un nuovo formicaio con altri milioni di formiche come lui, ma non trova in questo annullamento collettivo la realizzazione per se stesso che cerca. Una sera incontra a un bar la principessa Bala, una conturbante formica femmina erede al trono e futura formica regina, di cui si invaghisce. Per riuscire a colpire la sua attenzione Z si sostituisce all'amico Weaver, formica soldato, per partecipare alla sfilata delle armate del formicaio.
Nel frattempo il generale Mandibola, comandante delle forze armate, sta attuando un piano per detronizzare la regina, allagando il formicaio e facendo sopravvivere così solo le formiche guerriere a scapito delle operaie. Il generale invia quindi le truppe fedeli alla regina ad una impari battaglia con le termiti. Z si trova coinvolto e rimane unico sopravvissuto. Tornato al formicaio viene proclamato eroe ma, scoperta la sostituzione, Z viene condannato. Incalzato dalle guardie, Z trascina con sé Bala, cercando la fuga verso Insettopia, un luogo utopico dove tutti gli insetti vivono in pace e in abbondanza di cibo. Intanto nella colonia i racconti delle gesta di Z vengono esagerati a dismisura fino a quando l'intero popolo di operai insorge, inneggiando a Z come a un capo rivoluzionario che ha aperto loro gli occhi.
Dopo mille peripezie, Z e Bala arrivano a Insettopia (un cestino degli scarti di cibo), dove Bala inizia ad innamorarsi di Z. Cutter, il colonnello dello spietato generale Mandibola, trova la principessa che viene riportata a casa. Z, nel tentativo di ritrovarla, rientra nel formicaio e scopre i piani di sterminio ideati dal generale: il "Mega Tunnel" porta dritto al lago (una pozzanghera nei pressi di Insettopia) che Mandibola userà per annegare la Regina e le formiche operaie alla cerimonia di apertura. Z tenta così, senza successo, di avvertire le formiche operaie che vi si trovano. Bala riesce invece ad avvertire gli operai e la Regina presenti alla cerimonia. Una volta che l'acqua comincia ad allagare la colonia, Z e Bala uniscono le forze con l'intera comunità delle formiche operaie, costruendo di persona una scala gigante formata dalle formiche stesse verso la superficie per scappare.
Nel frattempo, Mandibola e i suoi soldati si riuniscono alla superficie, dove il generale spiega la sua visione di una nuova colonia, priva dei suoi elementi deboli. L'arrivo delle formiche operaie fa scaturire una battaglia nella quale Mandibola cerca di uccidere Z, ma Cutter, ravvedutosi, si ribella al suo comando con la sua compagnia e aiuta invece Z, Bala, la Regina e gli operai. Z riesce a salvare il formicaio, mentre il generale Mandibola muore durante la caduta dopo essersi schiantato su una radice d'albero. Z rischia la morte, essendo caduto nel tunnel ormai allagato, ma Cutter lo trae in salvo, e Bala lo rianima. Ripresosi, viene acclamato come un eroe, si sente finalmente accettato e trova il suo posto nella colonia.
Z, sposatosi con Bala, torna così a fare l'operaio. La colonia viene ricostruita e trasformata da uno stato militare conformista in una comunità che dà valore a tutti i suoi membri. Mentre il film si chiude, si sente la sua voce che dice:

## Personaggi
- Z, è il protagonista del film. È nevrotico, infelice e chiacchierone, lavora come operaio nella sua colonia ma sente di essere destinato a qualcosa di diverso dal suo ruolo già stabilito tra le formiche. È alla ricerca di Insettopia, il paradiso degli insetti. Quando incontra la Principessa Bala durante una serata ne rimane folgorato, anche se durante la loro fuga insieme dal formicaio vivranno momenti piuttosto tesi, alla fine impareranno entrambi ad amarsi felicemente.
- Principessa Bala, è la protagonista femminile del film. Sebbene sia una principessa si dimostra tediata dal ruolo regale ed è inoltre fidanzata con il Generale Mandibola, sebbene contro la sua volontà. Conosce Z al locale della colonia e vivrà con lui una grande avventura.
- Weaver, è una formica soldato, grosso, forte e coraggioso. È il migliore amico di Z e s'innamorerà di Azteca. Inizialmente approva il sistema delle formiche ma, quando scambia il posto di lavoro con Z, comincia a rendersi conto della dura realtà del sistema.
- Azteca, è una formica operaia. È una collega e amica di Z. A differenza di lui, adora il suo lavoro. S'innamorerà di Weaver.
- Generale Mandibola, è il principale antagonista di Z. È il capo delle formiche soldato. Egli nutre un forte disprezzo verso gli operai della colonia ritenendoli inferiori, inutili, deboli ed incompetenti; proprio per questo vorrebbe eliminarli chiudendoli nel formicaio e facendoli poi annegare, ma viene tradito da Cutter. Mandibola preso dall'ira si getta contro Cutter ma Z si mette in mezzo ed entrambi precipitano: Z finisce in acqua, mentre lo spietato generale muore dopo aver sbattuto contro una radice.
- Colonnello Cutter, è una formica soldato volante. È il braccio destro di Mandibola ed esegue i suoi ordini senza ribattere, tranne alla fine, quando comprende la crudeltà di Mandibola e allora aiuta Z a salvare tutti gli operai della colonia, comprese Bala.
- Chip, è una vespa. Si offrirà di dare un "passaggio" a Z, anche se ubriaco, compiendo il volo in memoria della sua defunta amata Muffy.
- La regina, è la madre di Bala, è la regina della formiche. Vuole solo il meglio per sua figlia.
- Muffy, è una vespa molto altruista e fidanzata innamoratissima di Chip. Sfortunatamente muore uccisa con uno scaccia-mosche da un essere umano.
- Barbatus, è un'anziana formica soldato. Fa amicizia con Z quando quest'ultimo prende il posto di Weaver per riuscire a vedere Bala. Muore decapitato durante la battaglia contro le termiti. Poco prima di esalare l'ultimo respiro dà una grande lezione di vita a Z dicendogli di non eseguire ordini per tutta la vita come ha fatto lui ma di pensare con la sua testa.
- Formica caposquadra, è il capo delle formiche operaie. Ha un carattere molto autoritario e pedante.
- Esploratore ubriaco, è una formica soldato, si tratta di una formica come Weaver che afferma di essere stato a "Insettopia". Tuttavia, mentre parla di questa esperienza, sia Z che Weaver pensano che sia matto.
- Formica psicologo, è una formica operaia, all'inizio racconta a Z quanto sia  insignificante.

## Distribuzione
Il film è stato distribuito nelle sale statunitensi il 2 ottobre 1998 e italiane il 15 gennaio 1999.

### Edizione italiana
Il doppiaggio italiano del film venne eseguito dalla C.V.D. con la partecipazione della SEFIT-CDC e curato da Francesco Vairano.

## Accoglienza

### Incassi
Il film è stato l'incasso più alto nel suo weekend di apertura, guadagnando $ 17.195.160 per una media di $ 7.021 da 2.449 sale. Nel suo secondo fine settimana, il film è tornato al primo posto, con uno slittamento del solo 14% a $ 14,7 milioni per una media di $ 5.230 e in espansione a 2.813 siti. Ha tenuto bene anche nel suo terzo fine settimana, scivolando solo a $ 11,2 milioni e finendo al terzo posto, per una media di $ 3,863 da 2.903 sale. L'uscita più ampia del film è stata di 2.929 sale, e si è conclusa il 18 febbraio 1999. Il film ha raccolto complessivamente 90.757.863 dollari in patria, ma non è riuscito a superare la concorrenza con A Bug's Life. Il film ha raccolto altri $ 81 milioni in altri territori per un totale mondiale di $ 171,757,863.

### Critica
Sull'aggregatore di recensioni Rotten Tomatoes, il film ha una valutazione di approvazione del 92% basata su 93 recensioni e una valutazione media di 7,61/10. Il consenso critico del sito recita: "Con un cast di voci stellari, un'animazione tecnicamente abbagliante e un sacco di buon umore, Z la formica dovrebbe deliziare sia i bambini che gli adulti." Metacritic ha dato al film un punteggio medio di 72 su 100 basato su 26 critici, indicando "recensioni generalmente favorevoli".
Roger Ebert ha elogiato il film, dicendo che è "tagliente e divertente". La varietà di temi, immagini interessanti e doppiaggio erano aspetti del film che sono stati elogiati. Il partner di Ebert, Gene Siskel, ha apprezzato molto il film e lo ha preferito a A Bug's Life. Siskel in seguito lo classificò al n. 7 tra i migliori film del 1998.
La rivista inglese Empire ha collocato Z al 49º posto della sua lista dei 50 migliori personaggi dei cartoni animati della storia.

## Riconoscimenti
- 1999 - Premio BAFTA
  - Candidatura per i migliori effetti speciali
- 1999 - ASCAP Award
  - Film al top del box office a John Powell e Harry Gregson-Williams
- 1999 - Annie Awards
  - Candidatura per la miglior regia
  - Candidatura per la miglior sceneggiatura
  - Candidatura per la miglior colonna sonora
  - Candidatura per la miglior scenografia
- 1999 - BMI Film & TV Award
  - Film Music Award a Harry Gregson-Williams
- 1999 - Golden Reel Award
  - Miglior colonna sonora in un lungometraggio d'animazione
  - Candidatura per il miglior montaggio sonoro in un lungometraggio d'animazione
- 1999 - Satellite Award
  - Candidatura per il miglior film d'animazione o a tecnica mista